# Lords of Thunder
Lords of Thunder, ou Winds of Thunder au Japon,  est un jeu vidéo de type shoot 'em up sorti sur la  PC-Engine en format CD-ROM et est la suite de Gate of Thunder. Le jeu fut développé par Red Company. Il a été édité en 1993 au Japon par Hudson Soft et en Amérique par Turbo Technologies. 
Hudson Soft a redistribué le jeu en 2008 sur la Console virtuelle (Wii) au Japon, en Amérique ainsi que pour la toute première fois en Europe. Konami en fit autant pour la Console virtuelle (Wii U) en 2016 au Japon, et en 2017 en Amérique et en Europe.
Un port sur Mega CD, relativement fidèle à la version originale sur PC-Engine et console virtuelle, fut également crée en 1995 et publié en Amérique par Sega et en Europe par Virgin Interactive.   